# Flavius Antiochus
Flavius Antiochus (sein Praenomen ist nicht bekannt) war ein im 3. Jahrhundert n. Chr. lebender Angehöriger des römischen Ritterstandes (Eques).
Durch eine Weihinschrift, die beim Kastell Großkrotzenburg gefunden wurde und die auf 211 datiert ist, ist belegt, dass Antiochus Präfekt der Cohors I civium Romanorum equitata pia fidelis und zugleich Praepositus der Cohors IIII Vindelicorum war.
Antiochus weihte den Altar dem Iupiter Dolichenus mit dem auffälligen Zusatz pro concordia cohortium supra scriptum. Möglicherweise gab es einen speziellen Anlass oder eine gemeinsame Aufgabe für diese beiden Kohorten, wodurch der Kommandeur dazu bewogen wurde, die Eintracht zwischen den beiden Einheiten zu beschwören.